# Crocidura hikmiya
Crocidura hikmiya és una espècie de musaranya de les selves pluvials de Sri Lanka descrita recentment basant-se en dades tant morfològiques com moleculars. L'espècie més propera és la musaranya cuallarga de Sri Lanka, una altra musaranya crocidurina de Sri Lanka que està restringida als hàbitats elevats de l'Altiplà Central. C. hikmiya té la cua més curta que la de la musaranya cuallarga de Sri Lanka; la majoria de la resta de caràcters que diferencien ambdues espècies són de tipus osteològic.

## Estat de conservació
Sembla probable que les àrees forestals on viu estiguin en procés de degradació o pèrdua a causa de llur conversió en plantacions.